# Teri Bauer
Teri Bauer er en fiktiv person i den amerikanske action-/spændingsserie 24 Timer, spillet af Leslie Hope. I serien er hun Jack Bauer's hustru og mor til Kim Bauer. Terri Bauer medvirker kun i Sæson 1.
| 24 Timer | Spire Denne artikel om tv-serien 24 Timer er en spire som bør udbygges. Du er velkommen til at hjælpe Wikipedia ved at udvide den. |